# سومالی در المپیک تابستانی ۲۰۱۲
سومالی در بازی‌های المپیک تابستانی ۲۰۱۲ که از ۲۷ ژوئیه تا ۱۲ اوت ۲۰۱۲ در لندن، بریتانیا برگزار شد، شرکت کرد. حضور این کشور در لندن برابر بود با نهمین حضور آن در بازی‌های المپیک تابستانی از زمان نخستین حضورش در بازی‌های ۱۹۷۲. گروه نمایندگان سومالی در بازی‌های ۲۰۱۲ شامل یک دوندهٔ سرعت مسافت بالا، و یک دوندهٔ استقامت: محمد حسن محمد و زم‌زم محمد فراه. فراه، هم برای مراسم افتتاحیه و هم برای مراسم اختتامیه به‌عنوان پرچم‌دار سومالی انتخاب شد. محمد و فراه در مسابقات خود موفق به عبور از مرحلهٔ مقدماتی نشدند.

## پیش‌زمینه
سومالی از زمان نخستین حضورش در بازی‌های المپیک تابستانی در ۱۹۷۲ در مونیخ، آلمان غربی تا بازی‌های المپیک تابستانی ۲۰۱۲ در لندن، بریتانیا، در مجموع در ۹ دوره از بازی‌های المپیک تابستانی شرکت کرده‌است. این کشور بازی‌های سال‌های ۱۹۷۶ ۱۹۸۰ را به‌ترتیب به دلیل سفر در آفریقای جنوبی در اوایل سال ۱۹۷۶ توسط تیم راگبی پنج‌نفره نیوزیلند و حملهٔ شوروی به افغانستان تحریم کرد و در آن‌ها حضور نیافت. علاوه بر این، این کشور، با وجود حضور در مراسم افتتاحیهٔ بازی‌های المپیک تابستانی ۱۹۹۲، به‌دلیل قحطی که این کشور را تحت تأثیر خود قرار داده‌بود، در این بازی‌ها شرکت نکرد. بیشترین تعداد شرکت‌کنندگانی سومالیایی در یک دورهٔ واحد از بازی‌های المپیک تابستانی برابر با هفت نفر و مربوط به بازی‌های ۱۹۷۴ در لس أنجلس، ایالات متحده آمریکا می‌شود. هیچ‌یک از ورزشکاران سومالیایی تاکنون موفق به کسب مدال در بازی‌های المپیک نشده‌اند، اما بهترین عملکرد این کشور در بازی‌های المپیک تابستانی ۱۹۹۶ حاصل شد؛ در آن سال عبدی بیله در رقابت‌های دو ۱٬۵۰۰ متر مردان مقام ششم را کسب کرد. سومالی از ۲۷ ژوئیه تا ۱۲ اوت ۲۰۱۲ در بازی‌های المپیک تابستانی لندن شرکت کرد.
سومالی برای اعزام یک ورزشکار مرد و یک ورزشکار زن به بازی‌های المپیک تابستانی ۲۰۱۲ از سوی اتحادیه بین‌المللی فدراسیون‌های دو و میدانی سهمیه یونیورسالیتی کسب کرد (یک وایلدکارت برای ورزشکارانی که حداقل‌های احراز صلاحیت را کسب نکرده‌اند). محمد حسن محمد در رشتهٔ دو ۱٬۵۰۰ متر مردان و زم‌زم محمد فراه در رشتهٔ دو ۴۰۰ متر زنان دو ورزشکاری بودند که به‌عنوان نمایندگان سومالی در بازی‌های ۲۰۱۲ انتخاب شدند. در کنار این دو ورزشکار، عمر بارجب نیز به‌عنوان رئیس کاروان رهبری گروه نمایندگان سومالی را بر عهده داشت. مرگ عدن یابارو ویش، رئیس کمیته ملی المپیک سومالی در بمب‌گذاری انتحاری در آوریل ۲۰۱۲ مانع از تمرین این ورزشکاران در ورزشگاه موگادیشو و جاده‌های شهر موگادیشو (که شش روز از هفته را به آن مشغول بودند) شد، اما مربی آنان احمد علی، آن‌ها را تشویق کرد که نگذارند این رویداد بر تمرین‌های آن‌ها تأثیر بگذارد. این دو شرکت‌کننده تا پیش از ژوئیهٔ ۲۰۱۲ برای شرکت در مسابقات مورد تأیید قرار نگرفتند؛ چرا که کمیتهٔ ملی المپیک سومالی نمی‌خواست که با تبدیل آن‌ها به اهداف حمله، امنیت آن‌ها را به خطر بیندازد. عبدالناصر سعید ابراهیم، دوندهٔ استقامت سومالیایی قرار بود در این رقابت‌ها شرکت کند، اما به‌دلیل اضطراب شدید متأثر از جاده‌های ناامن برای تمرین که منجر به از دست رفتن روحیهٔ او شده‌بودند، کناره‌گیری کرد. فراه، هم در مراسم افتتاحیه و هم در مراسم اختتامیهٔ بازی‌های ۲۰۱۲ به‌عنوان پرچم‌دار سومالی انتخاب شد.

## دو و میدانی

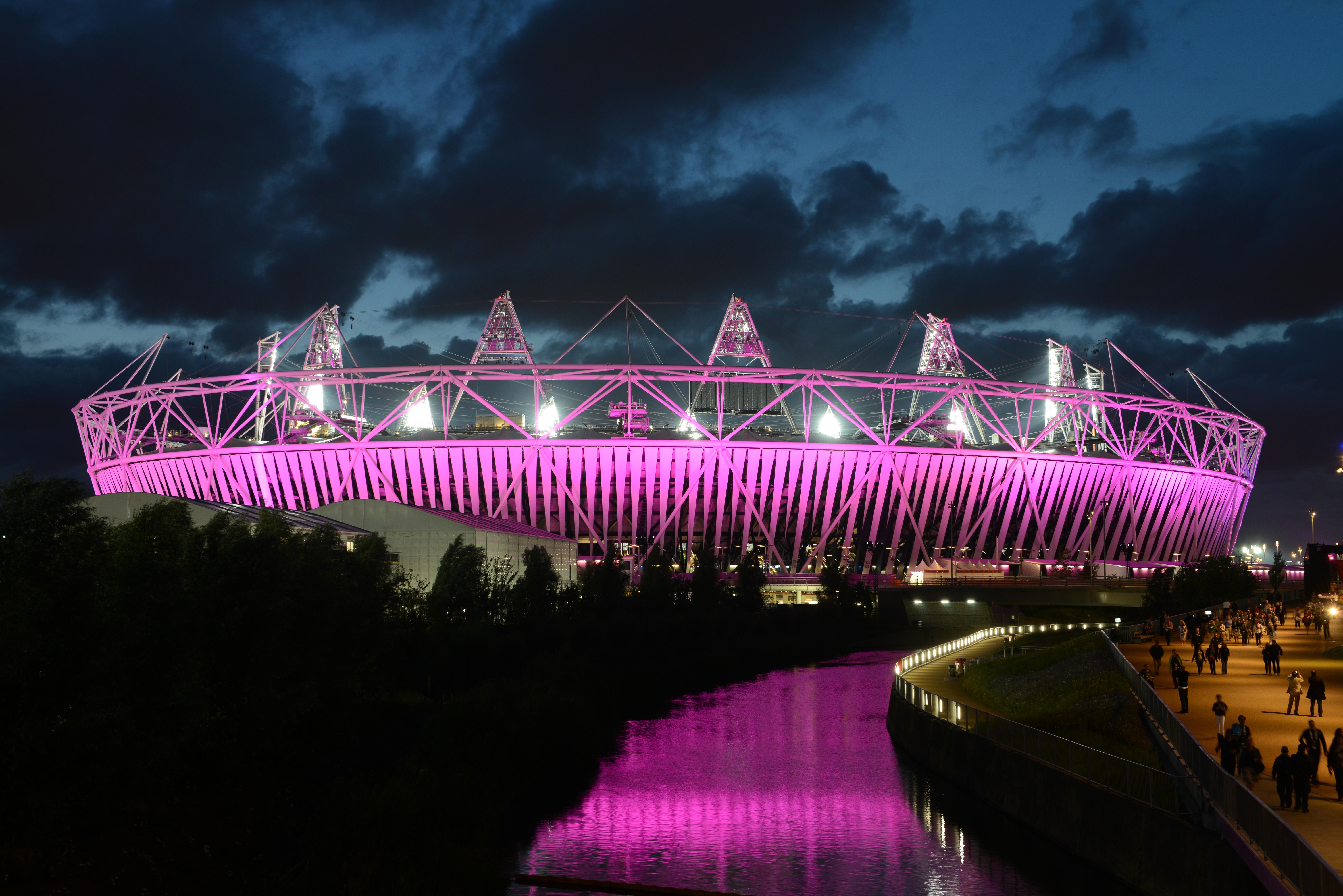
ورزشگاه المپیک لندن، جایی که محمد و فراه در رویدادهای دو و میدانی شرکت کردند.

محمد جوان‌ترین نمایندهٔ سومالی بود که در سن ۱۸ سالگی در بازی‌های المپیک لندن حضور داشت. او پیش از این در هیچ‌یک از رویدادهای بازی‌های المپیک شرکت نکرده‌بود. او پیش از بازی‌ها در مصاحبه‌ای با گاردین گفت که می‌خواهد مردم یک ورزشکار سومالیایی را در رقابت‌های المپیک ببینند و قصد دارد بر دید جامعهٔ جهانی نسبت به کشور خود به‌عنوان کشوری که درگیر جنگ بوده و توسعه نیافته‌است، تأثیر گذاشته و آن را تغییر دهد. او با توجه به تمرین‌های طولانی‌مدت خود، به گفتهٔ خودش به قصد کسب مدال در این بازی‌ها شرکت کرده‌بود. محمد در ۳ اوت در دومین مسابقهٔ مقدماتی دو ۱٬۵۰۰ متر مردان شرکت کرد و با ثبت زمان ۳ دقیقه و ۴۶٫۱۶ ثانیه، از میان ۱۴ شرکت‌کننده در جایگاه سیزدهم و یک جایگاه بالاتر از نبیل الغربی از یمن (با زمان سه دقیقه و ۵۵٫۴۶ ثانیه) و پس از جامال اراس از فرانسه (با زمان سه دقیقه و ۴۵٫۱۳ ثانیه) قرار گرفت. در این مسابقه محمد شاوین از عربستان سعودی با ثبت زمان سه دقیقه و ۳۹٫۴۲ ثانیه مقام نخست را کسب کرد. محمد در رده‌بندی کلی مسابقات در میان ۴۳ شرکت‌کننده در جایگاه سی و هشتم قرار گرفت، و با توجه به تفاوت ۶٫۲۱ ثانیه‌ای از کندترین ورزشکار در گروه مقدماتی خود که به مراحل بعدی را یافته‌بود، نتوانست به دور نیمه‌نهایی مسابقات برسد.
زم‌زم محمد فراه ۲۱ ساله تنها ورزشکار زنی بود که به نمایندگی از سومالی در بازی‌های المپیک تابستانی ۲۰۱۲ شرکت می‌کرد. او در این دور از رقابت‌ها نخستین حضور خود در این رویداد چهارساله را تجربه می‌کرد. پیش از آغاز رقابت‌ها، فراه دربارهٔ تمرینات خود و محمد گفته‌بود که آن‌ها حین تمرین از ایست‌های جاده‌ای شبه‌نظامیان عبور می‌کردند که گاه آن‌ها را با بمب‌گذاران انتحاری اشتباه می‌گرفتند و آن‌ها را تهدید می‌کردند که به آن‌ها شلیک خواهند کرد. با این وجود، او گفت که برای شرکت در بازی‌ها «بسیار هیجان‌زده» بوده‌است: «امیدوارم که برنده شوم، انشاالله. این همان چیزی است که از من انتظار می‌رود، تا بتوانم حکایت سومالی را تغییر دهم.» فراه در اولین مسابقهٔ مقدماتی مادهٔ ۴۰۰ متر زنان شرکت کرد و این مسابقه را با ثبت زمان یک دقیقه و ۲۰٫۴۸ ثانیه در جایگاه هفتم و پایین‌تر از سایر دوندگان به پایان رساند. او در رده‌بندی مسابقه پس از جیسا کوتینهو از برزیل (با زمان ۵۳٫۶۶ ثانیه) و مارینا ماسلینکو از قزاقستان (با زمان ۵۳٫۶۶ ثانیه) قرار گرفت. در این مسابقه، فرانسنا مک‌کوروری از ایالات متحده آمریکا (۵۰٫۷۸ ثانیه) به پیروزی دست یافت. فراه در رده‌بندی کلی مسابقات جایگاه چهل و پنجم (و آخر) را کسب کرد، و با توجه به تفاوت ۲۸٫۳۹ ثانیه‌ای با کندترین شرکت‌کنندهٔ راه‌یافته به مراحل بعدی در گروه مقدماتی خود، نتوانست به دور نیمه‌نهایی مسابقات راه یابد. او پس از پایان رویداد مورد تشویق تماشاگران قرار گرفت و گفت: «حضور در اینجا برای شرکت در بازی‌های المپیک و گفتن این که سومالی همچنان اینجا حضور دارد به مردم، عالی بود.»
کلید
- یادداشت–رتبه‌های ارائه‌شده برای رویدادهای میدانی تنها شامل مرحلهٔ مقدماتی ورزشکار می‌شوند

مردان
| ورزشکار       | رویداد    | مقدماتی | مقدماتی | نیمه‌نهایی          | نیمه‌نهایی          | فینال              | فینال              |
| ورزشکار       | رویداد    | نتیجه   | رتبه    | نتیجه              | رتبه               | نتیجه              | رتبه               |
| ------------- | --------- | ------- | ------- | ------------------ | ------------------ | ------------------ | ------------------ |
| محمد حسن محمد | ۱٬۵۰۰ متر | ۳:۴۶٫۱۶ | ۱۳      | به این مرحله نرسید | به این مرحله نرسید | به این مرحله نرسید | به این مرحله نرسید |

زنان
| ورزشکار        | رویداد  | مقدماتی | مقدماتی | نیمه‌نهایی          | نیمه‌نهایی          | فینال              | فینال              |
| ورزشکار        | رویداد  | نتیجه   | رتبه    | نتیجه              | رتبه               | نتیجه              | رتبه               |
| -------------- | ------- | ------- | ------- | ------------------ | ------------------ | ------------------ | ------------------ |
| زم‌زم محمد فراه | ۴۰۰ متر | ۱:۲۰٫۴۸ | ۸       | به این مرحله نرسید | به این مرحله نرسید | به این مرحله نرسید | به این مرحله نرسید |